# Giovanni IV Ventimiglia
Giovanni Ventimiglia Spadafora, principe di Castelbuono (1625 – prima del 4 marzo 1675), è stato un nobile, politico e militare italiano.

## Biografia
Figlio di Francesco, III principe di Castelbuono, e della sua seconda moglie Maria Spadafora Crisafi dei principi di Maletto, succedette al padre nei titoli, e nelle cariche politiche e militari del Regno di Sicilia. Nel novembre 1647, sposò la nobildonna Felicia Marchese (nata l'11 marzo 1631 e morta il 12 luglio 1705), figlia di Blasco, principe della Scaletta, che gli portò in dote il Principato di Scaletta, e le baronie di Guidomandri, Granieri, San Marco lo Celso, Nissoria, Bonalbergo, Rappisi, Gantieri, Baruni e della Foresta di Troina. L'11 luglio 1672, il principe Giovanni, con il figlio Francesco Rodrigo e la moglie vendono ad Antonio Ruffo il principato di Scaletta e Guidomandri. Tra l'acquisto e le pratiche dell'investitura del titolo di principe di Scaletta Zanclea furono spese dal Ruffo 16.000 onze d'oro, delle quali soltanto la metà andarono ai marchesi di Geraci. Dall'unione di Giovanni e Felicia nacquero sette figli.
Fu capitano generale della cavalleria del Regno, Deputato del Regno (ovvero esecutore dei mandati parlamentari, riguardanti soprattutto i finanziamenti alla Corona) nei periodi 1651-1654 e 1658-1661, e capo del braccio demaniale del Parlamento siciliano nel 1658. Negli anni 1655-1656, il Principe Giovanni fu eletto governatore della Compagnia della Pace di Palermo di cui faceva parte sin dal 1640 e fondò il relativo monumentale Oratorio della Pace, presso il Bastione di Porta Termini. Nel 1656 il principe cedette i feudi e baronie di San Marco Lo Celso, Granieri e Castel di Lucio a Antonio Di Lorenzo e nel 1669 cedette la baronia di Tusa a Orazio La Torre. 
Il principe Giovanni sposa a Palermo il 14 maggio 1667 la figlia Beatrice di Ventimiglia al N.H. Don Leonardo VI di Tocco (nato in data sconosciuta e morto a Grumo il 26 settembre 1670), Barone di Apice con Tinchiano, Tipogaldo e Tigliola; Signore di Refrancore; Patrizio Napoletano e Patrizio Veneto. Dai quali nascerà il N.H. Don Carlo Antonio di Tocco, principe titolare del Principato di Acaia, principe di Montemiletto, conte di Montaperto, barone di Grumo, Montefalcione, Serra e Manocalzati, signore di Refrancore. Altra figlia di Beatrice di Ventimiglia fu Ippolita di Tocco, moglie di Domenico I Orsini, principe di Solofra e duca di Gravina, fratello di Benedetto XIII.
Il Principe Giovanni fu in relazione di studi con lo scienziato Athanasius Kircher, presente a Palermo nel 1652. Il teologo gesuita Vincenzo Tancredi dedicò al principe Giovanni l'opera Quaestionum moralium.

### La rifondazione del cenobio cassinese di S. Maria Annunziata di Castelbuono
Il marchese Giovanni IV, succeduto al padre Francesco III nel 1648, riprese i contatti con i benedettini, che da Gangi si erano trasferiti a Castelbuono per poi allontanarsene dopo il 1637, e insistette perché ritornassero a Castelbuono e celebrassero le messe giornaliere volute dalla madre Maria Antonia. Con un nuovo accordo, nel febbraio 1652 concedeva loro il diritto di semina su una porzione del feudo Montededaro (Geraci) per un valore di onze 1600 (capitale della rendita annua di onze 80), una rendita annua di onze 30 (a saldo degli altri debiti paterni) e onze 100 contanti (per le spese di trasporto a Castelbuono da S. Maria di Gangi Vecchio). L’abbate, a sua volta, si obbligava a trasferire a Castelbuono da Gangi Vecchio tutti i monaci «con soi choro et organo et tutti altri arnesi, restando ivi solo il padre cellerario o altro monaco», per curare la gestione dei beni che continuavano a possedervi; alla celebrazione quotidiana di quattro messe; a ottenere un decreto dal suo ordine con l’indicazione che «una volta che il detto monastero farà ritorno in Castelbono non debbia da far più retorno in Gangi lo Vecchio». Nel caso di allontanamento dei monaci da Castelbuono, tutti i beni concessi sarebbero ritornati in potere del marchese o dei suoi successori. E così nel 1653 i Cassinesi ritornarono a Castelbuono.